# Szatański plan
Szatański plan (oryg. Suburban Mayhem) – australijski komediodramat utrzymany w klimacie czarnej komedii z 2006 roku w reżyserii Paula Goldmana. Film miał światową premierę na Festiwalu w Cannes, był też pokazywany na Festiwalu Filmowym w Toronto.

## Fabuła
Katrina Skinner to młoda dziewczyna, która mieszka razem ze swoim ojcem i małą córeczką Bailee. Od kilku lat jej brat odsiaduje wyrok za brutalne zamordowanie człowieka. Ojciec rodzeństwa nie próbuje pomóc synowi, ponadto ma pretensje do córki, że nadal nie znalazła pracy i że nie potrafi wychować swojego dziecka. Katrina zdenerwowana zachowaniem ojca, postanawia pomóc bratu. 

## Obsada
- Emily Barclay jako Katrina
- Michael Dorman jako Rusty
- Anthony Hayes jako Kenny
- Robert Morgan jako John
- Genevieve Lemon jako Dianne
- Laurence Breuls jako Danny
- Steve Bastoni jako Robert Andretti
- Mia Wasikowska jako Lilya

## Nagrody i nominacje
Australian Writers Guild
- nagroda: najlepszy film - Alice Bell

Inside Film Awards
- nagroda: najlepsza aktorka - Emily Barclay
- nagroda: najlepsza muzyka
- nagroda: najlepszy montaż
- nominacja: najlepszy film
- nominacja: najlepszy reżyser
- nominacja: najlepszy scenariusz

Australian Film Institute Awards
- nagroda: najlepsza muzyka - Mick Harvey
- nagroda: najlepsza aktorka - Emily Barclay
- nagroda: najlepszy aktor drugoplanowy - Anthony Hayes
- nominacja: najlepszy reżyser - Paul Goldman
- nominacja: najlepsza aktorka drugoplanowa - Genevieve Lemon
- nominacja: najlepsza młoda aktorka - Mia Wasikowska
- nominacja: najlepszy scenariusz oryginalny - Alice Bell
- nominacja: najlepszy montaż
- nominacja: najlepsza produkcja
- nominacja: najlepsze kostiumy
- nominacja: najlepszy dźwięk